# Eilema fletcheri
Eilema fletcheri är en fjärilsart som beskrevs av Sergius G. Kiriakoff 1958. Eilema fletcheri ingår i släktet Eilema och familjen björnspinnare. Inga underarter finns listade i Catalogue of Life.